# Serie B 2018/19
Die Serie B 2018/19 war die 87. Spielzeit der zweithöchsten italienischen Spielklasse im Fußball der Männer. Sie begann am 24. August 2018 und endete am 11. Mai 2019.
Ursprünglich war eine reguläre Durchführung der Spielzeit mit wie gewohnt 22 Mannschaften geplant. Im Anschluss an die Vorsaison wurden jedoch erst der FC Bari 1908 und anschließend die AC Cesena wegen Insolvenz in die Serie D degradiert, nach ihrer Auflösung am 16. Juli 2018 spielt die AC Cesena dort als ASD Romagna Centro Cesena, der FC Bari als SSC Bari, beide sind Nachfolgevereine. Später wurde auch die US Avellino 1912 aus der Liga ausgeschlossen, ebenfalls aufgrund einer Insolvenz und in die Viertklassigkeit. Foggia Calcio durfte verbleiben, erhielt jedoch vor Saisonbeginn wegen finanzieller Unregelmäßigkeiten einen Abzug von acht Punkten. Im August bestätigte die FIGC den Saisonstart mit 19 Teams.

## Saisonverlauf
Meister Brescia Calcio konnte nach acht Jahren in die Erstklassigkeit zurückkehren, Aufsteiger und Vizemeister US Lecce nach sieben Jahren Abstinenz und einem Absturz bis in die Serie C.
Die US Palermo wurde wegen „einer Reihe von Unregelmäßigkeiten in der Verwaltung durch einige frühere Manager“ nach einem Urteil der FIGC am Saisonende auf den letzten Tabellenplatz versetzt und muss zwangsweise in die Serie C absteigen. Dadurch fand keine Abstiegsrelegation statt. Das Urteil kann noch angefochten werden und ist daher noch nicht final.

## Teilnehmer
Für die Spielzeit 2018/19 qualifizierten sich die drei schlechtesten Mannschaften der vorherigen Erstligasaison (Serie A 2017/18), die fünf Verlierer der vorherigen Play-offs (Play-offs der Serie B 2017/18), die neun Mannschaften auf den Plätzen neun bis 17 der vorherigen Saison (Serie B 2017/18), der Gewinner der vorherigen Play-outs (Play-outs der Serie B 2017/18), die Meister der vorherigen Drittligasaison (Serie C 2017/18) sowie der Sieger der vorherigen Drittliga-Play-offs (Play-offs der Serie C 2017/18). Zu diesen Mannschaften gehörten:
Die drei schlechtesten Mannschaften der vorherigen Erstligasaison:
- Benevento Calcio
- FC Crotone
- Hellas Verona

Die fünf Verlierer der vorherigen Play-offs:
- AS Cittadella
- AC Perugia Calcio
- US Palermo
- FC Venedig

Der FC Bari 1908 (7. Platz 2017/18) wurde wegen Insolvenz aus der Serie B ausgeschlossen.
Die neun Mannschaften auf den Plätzen neun bis 17 der vorherigen Saison:
- Brescia Calcio
- FC Carpi
- US Cremonese
- Foggia Calcio
- Spezia Calcio
- Delfino Pescara 1936
- US Salernitana

Die US Avellino 1912 (15. Platz 2017/18) und die AC Cesena (13. Platz 2017/18) wurden wegen Insolvenz aus der Serie B ausgeschlossen.
Der Sieger der vorherigen Play-outs:
- Ascoli Calcio

Die drei Meister der vorherigen Drittligasaison:
- AS Livorno (Gruppe A)
- Calcio Padova (Gruppe B)
- US Lecce (Gruppe C)

Der Sieger der vorherigen Drittliga-Play-offs:
- Cosenza Calcio

Die Tabelle stellt eine Übersicht aller Vereine zu Saisonbeginn der Spielzeit 2018/19 dar. Präsidenten, Trainer und Kapitäne sind nach Nachnamen sortierbar, Trainerwechsel werden gesonder aufgeführt (siehe Trainerwechsel der Serie B 2018/19). Die Vereine sind nach den Heimatstädten sortiert.
| Logo | Verein               | Stadt         | Region         | Präsident               | Trainer              | Kapitän | Ergebnis 2017/18 |
| ---- | -------------------- | ------------- | -------------- | ----------------------- | -------------------- | ------- | ---------------- |
|      | Ascoli Calcio        | Ascoli Piceno | Marken         | Giuliano Tosti          | Vincenzo Vivarini    |         | 18. der Serie B  |
|      | Benevento Calcio     | Benevento     | Kampanien      | Oreste Vigorito         | Christian Bucchi     |         | 20. der Serie A  |
|      | Brescia Calcio       | Brescia       | Lombardei      | Massimo Cellino         | David Suazo          |         | 16. der Serie B  |
|      | FC Carpi             | Carpi         | Emilia-Romagna | Claudio Caliumi         | Marcello Chezzi      |         | 11. der Serie B  |
|      | AS Cittadella        | Cittadella    | Venetien       | Andrea Gabrielli        | Roberto Venturato    |         | 06. der Serie B  |
|      | Cosenza Calcio       | Cosenza       | Kalabrien      | Eugenio Guarascio       | Piero Braglia        |         | 05. der Serie C  |
|      | US Cremonese         | Cremona       | Lombardei      | Paolo Rossi             | Andrea Mandorlini    |         | 14. der Serie B  |
|      | FC Crotone           | Crotone       | Kalabrien      | Gianni Vrenna           | Giovanni Stroppa     |         | 18. der Serie A  |
|      | Foggia Calcio        | Foggia        | Apulien        | Lucio Fares             | Gianluca Grassadonia |         | 09. der Serie B  |
|      | Spezia Calcio        | La Spezia     | Ligurien       | Andrea Corradino        | Pasquale Marino      |         | 10. der Serie B  |
|      | US Lecce             | Lecce         | Apulien        | Saverio Damiani         | Fabio Liverani       |         | 01. der Serie C  |
|      | AS Livorno           | Livorno       | Toskana        | Aldo Spinelli           | Cristiano Lucarelli  |         | 01. der Serie C  |
|      | Calcio Padova        | Padua         | Venetien       | Roberto Bonetto         | Pierpaolo Bisoli     |         | 01. der Serie C  |
|      | US Palermo           | Palermo       | Sizilien       | Rino Foschi             | Bruno Tedino         |         | 04. der Serie B  |
|      | AC Perugia Calcio    | Perugia       | Umbrien        | Massimiliano Santopadre | Alessandro Nesta     |         | 08. der Serie B  |
|      | Delfino Pescara 1936 | Pescara       | Abruzzen       | Daniele Sebastiani      | Giuseppe Pillon      |         | 17. der Serie B  |
|      | US Salernitana       | Salerno       | Kampanien      | Claudio Lotito          | Stefano Colantuono   |         | 12. der Serie B  |
|      | FC Venedig           | Venedig       | Venetien       | Joe Tacopina            | Stefano Vecchi       |         | 05. der Serie B  |
|      | Hellas Verona        | Verona        | Venetien       | Maurizio Setti          | Fabio Grosso         |         | 19. der Serie A  |

## Statistiken

### Tabelle
| Pl.             | Verein               | Sp. | S  | U  | N  | Tore    | Diff. | Punkte |
| --------------- | -------------------- | --- | -- | -- | -- | ------- | ----- | ------ |
| 1.              | Brescia Calcio       | 36  | 18 | 13 | 5  | 069:420 | +27   | 67     |
| 2.              | US Lecce (N)         | 36  | 19 | 9  | 8  | 066:450 | +21   | 66     |
| 3.              | Benevento Calcio (A) | 36  | 17 | 9  | 10 | 061:450 | +16   | 60     |
| 4.              | Delfino Pescara 1936 | 36  | 14 | 13 | 9  | 050:460 | +4    | 55     |
| 5.              | Hellas Verona (A)    | 36  | 13 | 13 | 10 | 049:460 | +3    | 52     |
| 6.              | Spezia Calcio        | 36  | 14 | 9  | 13 | 053:460 | +7    | 51     |
| 7.              | AS Cittadella        | 36  | 12 | 15 | 9  | 049:380 | +11   | 51     |
| 8.              | AC Perugia Calcio    | 36  | 14 | 8  | 14 | 049:490 | ±0    | 50     |
| 9.              | US Cremonese         | 36  | 12 | 13 | 11 | 037:330 | +4    | 49     |
| 10.             | Cosenza Calcio (N)   | 36  | 11 | 13 | 12 | 034:420 | −8    | 46     |
| 11.             | FC Crotone (A)       | 36  | 11 | 10 | 15 | 040:420 | −2    | 43     |
| 12.             | Ascoli Calcio        | 36  | 10 | 13 | 13 | 040:560 | −16   | 43     |
| 13.             | AS Livorno (N)       | 36  | 9  | 12 | 15 | 038:510 | −13   | 39     |
| 14.             | FC Venedig 3         | 36  | 8  | 14 | 14 | 035:460 | −11   | 38     |
| 15.             | US Salernitana       | 36  | 10 | 8  | 18 | 041:570 | −16   | 38     |
| 16.             | Foggia Calcio 1      | 36  | 10 | 13 | 13 | 044:490 | −5    | 37     |
| 17.             | Calcio Padova (N)    | 36  | 5  | 16 | 15 | 036:490 | −13   | 31     |
| 18.             | FC Carpi             | 36  | 7  | 8  | 21 | 039:670 | −28   | 29     |
| 19.             | US Palermo 2         | 36  | 16 | 15 | 5  | 057:380 | +19   | 63     |
| Stand: Endstand |                      |     |    |    |    |         |       |        |

Platzierungskriterien: 1. Punkte – 2. Direkter Vergleich (Punkte, Tordifferenz, geschossene Tore) – 3. Tordifferenz – 4. geschossene Tore

| Zum Saisonende 2018/19: |                                     |
| Aufstieg in die Serie A 2019/20 Teilnahme am Halbfinale der Play-offs Teilnahme an der Vorrunde der Play-offs Teilnahme an den Play-outs Abstieg in die Serie C 2019/20 Zwangsabstieg in die Serie D |                                     |
| |                                     |
| Zum Saisonende 2017/18: |                                     |
| (A) | Absteiger aus der Serie A 2017/18   |
| (N) | Aufsteiger aus der Lega Pro 2017/18 |
| |                                     |

### Kreuztabelle
Die Kreuztabelle stellt die Ergebnisse aller Spiele dieser Saison dar. Die Heimmannschaft ist in der linken Spalte, die Gastmannschaft in der oberen Zeile aufgelistet. Aufgrund der ungeraden Anzahl an Mannschaften hatte immer ein Team pro Spieltag spielfrei.
| 2018/19 Stand: Endstand | 2018/19 Stand: Endstand | FC Crotone | Hellas Verona | Benevento Calcio |     | FC Venedig | AS Cittadella | AC Perugia Calcio | Foggia Caclio | Spezia Calcio | FC Carpi | US Salernitana | US Cremonese | Brescia Calcio | Delfino Pescara 1936 | Ascoli Calcio | AS Livorno | Calcio Padova | US Lecce | Cosenza Calcio |
| ----------------------- | ----------------------- | ---------- | ------------- | ---------------- | --- | ---------- | ------------- | ----------------- | ------------- | ------------- | -------- | -------------- | ------------ | -------------- | -------------------- | ------------- | ---------- | ------------- | -------- | -------------- |
|                         | FC Crotone              |            | 1:2           | 1:0              | 1:0 | 1:1        | 0:0           | 2:0               | 4:1           | 0:3           | 1:1      | 1:1            | 0:0          | 2:2            | 0:2                  | 3:0           | 1:1        | 2:1           | 2:2      | 0:1            |
| Hellas Verona           | Hellas Verona           | 1:1        |               | 0:3              | 1:1 | 1:0        | 4:0           | 2:1               | 2:1           | 2:1           | 4:1      | 1:0            | 1:1          | 2:2            | 3:1                  | 1:1           | 2:3        | 1:1           | 0:2      | 2:2            |
| Benevento Calcio        | Benevento Calcio        | 3:0        | 0:1           |                  | 1:2 | 3:0        | 1:0           | 2:1               | 1:3           | 2:3           | 3:1      | 4:0            | 2:1          | 1:1            | 2:1                  | 1:2           | 1:0        | 3:3           | 3:3      | 4:2            |
|                         | US Palermo              | 1:0        | 1:0           | 0:0              |     | 1:1        | 2:2           | 4:1               | 0:0           | 2:2           | 4:1      | 1:2            | 2:2          | 1:1            | 3:0                  | 3:0           | 1:1        | 1:1           | 2:1      | 2:1            |
| FC Venedig              | FC Venedig              | 1:4        | 1:1           | 2:3              | 1:1 |            | 1:1           | 2:3               | 1:0           | 1:0           | 1:1      | 1:0            | 1:1          | 2:1            | 2:2                  | 1:0           | 1:1        | 2:1           | 1:1      | 0:1            |
| AS Cittadella           | AS Cittadella           | 3:0        | 3:0           | 0:1              | 0:1 | 3:2        |               | 2:2               | 1:1           | 0:1           | 3:1      | 3:1            | 1:3          | 2:2            | 4:1                  | 2:2           | 4:0        | 1:1           | 4:1      | 2:0            |
| AC Perugia Calcio       | AC Perugia Calcio       | 2:1        | 1:2           | 2:4              | 1:2 | 1:0        | 0:0           |                   | 3:0           | 1:1           | 0:1      | 3:1            | 3:1          | 0:2            | 2:1                  | 2:0           | 3:1        | 3:2           | 1:2      | 0:1            |
| Foggia Calcio           | Foggia Calcio           | 0:2        | 2:2           | 1:1              | 1:2 | 1:1        | 1:1           | 1:0               |               | 1:0           | 4:2      | 3:1            | 3:1          | 2:2            | 1:1                  | 3:2           | 2:2        | 2:1           | 2:2      | 1:0            |
| Spezia Calcio           | Spezia Calcio           | 2:0        | 1:2           | 3:1              | 1:1 | 1:1        | 1:0           | 1:1               | 0:0           |               | 2:1      | 2:1            | 2:0          | 3:2            | 1:3                  | 3:2           | 3:0        | 0:2           | 1:1      | 4:0            |
| FC Carpi                | FC Carpi                | 1:2        | 1:1           | 2:2              | 0:3 | 2:3        | 0:1           | 0:1               | 0:2           | 3:2           |          | 3:2            | 1:2          | 1:1            | 0:0                  | 1:1           | 1:4        | 2:1           | 0:1      | 1:1            |
| US Salernitana          | US Salernitana          | 0:2        | 1:0           | 0:1              | 0:0 | 1:1        | 4:2           | 2:1               | 1:0           | 1:0           | 2:5      |                | 2:0          | 1:2            | 2:4                  | 1:1           | 3:1        | 3:0           | 1:2      | 1:2            |
| US Cremonese            | US Cremonese            | 1:0        | 1:1           | 1:0              | 2:0 | 0:1        | 0:0           | 4:0               | 1:0           | 2:0           | 1:2      | 0:0            |              | 0:0            | 1:1                  | 0:1           | 1:0        | 0:0           | 2:0      | 2:0            |
| Brescia Calcio          | Brescia Calcio          | 2:0        | 4:2           | 2:3              | 2:1 | 2:0        | 0:1           | 1:1               | 2:1           | 4:4           | 3:1      | 3:0            | 3:2          |                | 1:1                  | 1:0           | 2:0        | 4:1           | 2:1      | 1:0            |
| Delfino Pescara 1936    | Delfino Pescara 1936    | 2:1        | 1:1           | 2:1              | 3:2 | 1:0        | 0:1           | 1:1               | 1:0           | 2:0           | 2:0      | 2:0            | 0:0          | 1:5            |                      | 1:1           | 2:1        | 2:0           | 4:2      | 1:1            |
| Ascoli Picchio FC 1898  | Ascoli Calcio           | 3:2        | 1:0           | 2:2              | 1:2 | 1:0        | 1:1           | 0:3               | 2:2           | 3:1           | 1:0      | 2:4            | 0:0          | 1:1            | 2:1                  |               | 1:1        | 2:3           | 1:0      | 1:1            |
| AS Livorno              | AS Livorno              | 0:1        | 0:0           | 2:0              | 2:2 | 1:0        | 0:0           | 2:3               | 3:1           | 1:3           | 1:0      | 1:0            | 1:3          | 0:1            | 0:0                  | 1:0           |            | 1:1           | 0:3      | 2:0            |
| Calcio Padova           | Calcio Padova           | 0:0        | 3:0           | 0:1              | 1:3 | 1:0        | 0:0           | 0:1               | 1:1           | 0:0           | 0:1      | 0:0            | 1:1          | 1:1            | 2:2                  | 1:2           | 1:1        |               | 2:1      | 0:0            |
| US Lecce                | US Lecce                | 1:0        | 2:1           | 1:1              | 1:2 | 2:1        | 1:1           | 0:0               | 1:0           | 2:1           | 4:1      | 2:2            | 2:0          | 1:0            | 2:0                  | 7:0           | 3:2        | 3:2           |          | 3:1            |
| Cosenza Calcio          | Cosenza Calcio          | 1:0        | 0:3           | 0:0              | 1:1 | 1:1        | 2:0           | 1:1               | 2:0           | 1:0           | 1:0      | 0:0            | 2:0          | 2:3            | 1:1                  | 0:0           | 1:1        | 2:1           | 2:3      |                |

### Play-offs
Der Dritt- und Viertplatzierte sind für die Halbfinals der Play-offs gesetzt und treffen dort auf die Sieger der Vorrunde. Diese werden zwischen dem Fünften und Achten sowie dem Sechsten und Siebten ermittelt. In der Vorrunde werden Einzelpartien gespielt, in denen die in der Abschlusstabelle besser platzierte Mannschaft Heimrecht hat. Im Halbfinale und Finale werden Hin- und Rückspiele ausgetragen, bei denen die besser platzierte Mannschaft im Rückspiel Heimrecht hat. Bei einem unentschiedenen Spielstand aus beiden Partien greift die Auswärtstorregel.
Vorrunde
| Datum        |               | Ergebnis             |                   |
| ------------ | ------------- | -------------------- | ----------------- |
| 17. Mai 2019 | Spezia Calcio | 1:2 (0:1)            | AS Cittadella     |
| 18. Mai 2019 | Hellas Verona | 4:1 n. V. (1:1, 1:0) | AC Perugia Calcio |

Halbfinale
| Datum        |                  | Ergebnis  |                  |
| ------------ | ---------------- | --------- | ---------------- |
| 21. Mai 2019 | AS Cittadella    | 1:2 (1:0) | Benevento Calcio |
| 22. Mai 2019 | Benevento Calcio | 0:3 (0:2) | AS Cittadella    |
| Gesamt:      | AS Cittadella    | 4:2       | Benevento Calcio |

| Datum        |                      | Ergebnis  |                      |
| ------------ | -------------------- | --------- | -------------------- |
| 22. Mai 2019 | Hellas Verona        | 0:0       | Delfino Pescara 1936 |
| 26. Mai 2019 | Delfino Pescara 1936 | 0:1 (0:0) | Hellas Verona        |
| Gesamt:      | Hellas Verona        | 1:0       | Delfino Pescara 1936 |

Finale
| Datum        |               | Ergebnis  |               |
| ------------ | ------------- | --------- | ------------- |
| 30. Mai 2019 | AS Cittadella | 2:0 (1:0) | Hellas Verona |
| 2. Juni 2019 | Hellas Verona | 3:0 (1:0) | AS Cittadella |
| Gesamt:      | AS Cittadella | 2:3       | Hellas Verona |

Übersicht

|  | Vorrunde | Vorrunde          | Vorrunde |  |  | Halbfinale | Halbfinale           | Halbfinale |  |   | Finale        | Finale        | Finale |
|  |          |                   |          |  |  |            |                      |            |  |   |               |               |        |
|  |          |                   |          |  |  | 7          | AS Cittadella        | 4          |  |   |               |               |        |
|  | 6        | Spezia Calcio     | 1        |  |  | 3          | Benevento Calcio     | 2          |  |   |               |               |        |
|  | 7        | AS Cittadella     | 2        |  |  |            |                      |            |  | 7 | AS Cittadella | 2             |        |
|  |          |                   |          |  |  |            |                      |            |  |   | 5             | Hellas Verona | 3      |
|  |          |                   |          |  |  | 5          | Hellas Verona        | 1          |  |   |               |               |        |
|  | 5        | Hellas Verona     | 4 1      |  |  | 4          | Delfino Pescara 1936 | 0          |  |   |               |               |        |
|  | 8        | AC Perugia Calcio | 10       |  |  |            |                      |            |  |   |               |               |        |

1 Sieg nach Verlängerung
2 Sieg im Elfmeterschießen

### Play-outs
Der 14. und 15. trafen in den Play-outs aufeinander und spielten den letzten Nichtabstiegsplatz untereinander aus. Es wurden ein Hin- und Rückspiel ausgetragen. Das Rückspiel wurde per Elfmeterschießen entschieden. Die in der Tabelle besser platzierte Mannschaft hatte im Rückspiel Heimrecht.
| Datum      |                | Ergebnis             |                |
| ---------- | -------------- | -------------------- | -------------- |
| 05.06.2019 | US Salernitana | 2:1 (2:0)            | FC Venedig     |
| 09.06.2019 | FC Venedig     | 1:0 n. V. (1:0, 1:0) | US Salernitana |
| Gesamt:    | US Salernitana | 2:2 2:4 i. E.        | FC Venedig     |

## Spielstätten
Die Spielstätten sind nach den Standorten sortiert.
| Logo | Verein               | Stadion                                | Standort      |
| ---- | -------------------- | -------------------------------------- | ------------- |
|      | Ascoli Calcio        | Stadio Cino e Lillo Del Duca           | Ascoli Piceno |
|      | Benevento Calcio     | Stadio Ciro Vigorito                   | Benevento     |
|      | Brescia Calcio       | Stadio Mario Rigamonti                 | Brescia       |
|      | FC Carpi             | Stadio Sandro Cabassi                  | Carpi         |
|      | AS Cittadella        | Stadio Pier Cesare Tombolato           | Cittadella    |
|      | Cosenza Calcio       | Stadio San Vito – Gigi Marulla         | Cosenza       |
|      | US Cremonese         | Stadio Giovanni Zini                   | Cremona       |
|      | FC Crotone           | Stadio Ezio Scida                      | Crotone       |
|      | Foggia Calcio        | Stadio Pino Zaccheria                  | Foggia        |
|      | Spezia Calcio        | Stadio Alberto Picco                   | La Spezia     |
|      | US Lecce             | Stadio Via del Mare                    | Lecce         |
|      | AS Livorno           | Stadio Armando Picchi                  | Livorno       |
|      | Calcio Padova        | Stadio Euganeo                         | Padua         |
|      | US Palermo           | Stadio Renzo Barbera                   | Palermo       |
|      | AC Perugia Calcio    | Stadio Renato Curi                     | Perugia       |
|      | Delfino Pescara 1936 | Stadio Adriatico – Giovanni Cornacchia | Pescara       |
|      | US Salernitana       | Stadio Arechi                          | Salerno       |
|      | FC Venedig           | Stadio Pierluigi Penzo                 | Venedig       |
|      | Hellas Verona        | Stadio Marcantonio Bentegodi           | Verona        |

## Trainerwechsel
| Logo | Verein         | Trainer              | Grund der Trennung | Amtsaustritt       | Tabellenplatz | Nachfolger           | Amtsantritt        |
| ---- | -------------- | -------------------- | ------------------ | ------------------ | ------------- | -------------------- | ------------------ |
|      | Brescia Calcio | David Suazo          | Entlassung         | 18. September 2018 | 15.           | Eugenio Corini       | 18. September 2018 |
|      | FC Carpi       | Marcello Chezzi      | Rücktritt          | 18. September 2018 | 18.           | Fabrizio Castori     | 18. September 2018 |
|      | US Palermo     | Bruno Tedino         | Entlassung         | 26. September 2018 | 7.            | Roberto Stellone     | 26. September 2018 |
|      | FC Venedig     | Stefano Vecchi       | Entlassung         | 12. Oktober 2018   | 16.           | Walter Zenga         | 12. Oktober 2018   |
|      | FC Crotone     | Giovanni Stroppa     | Entlassung         | 29. Oktober 2018   | 12.           | Massimo Oddo         | 1. November 2018   |
|      | US Cremonese   | Andrea Mandorlini    | Entlassung         | 4. November 2018   | 12.           | Massimo Rastelli     | 5. November 2018   |
|      | AS Livorno     | Cristiano Lucarelli  | Entlassung         | 6. November 2018   | 19.           | Roberto Breda        | 7. November 2018   |
|      | Foggia Calcio  | Gianluca Grassadonia | Entlassung         | 11. Dezember 2018  | 18.           | Pasquale Padalino    | 18. Dezember 2018  |
|      | US Salernitana | Stefano Colantuono   | Rücktritt          | 18. Dezember 2018  | 12.           | Angelo Gregucci      | 20. Dezember 2018  |
|      | FC Crotone     | Massimo Oddo         | Rücktritt          | 28. Dezember 2018  | 17.           | Giovanni Stroppa     | 28. Dezember 2018  |
|      | Calcio Padova  | Claudio Foscarini    | Entlassung         | 28. Dezember 2018  | 19.           | Pierpaolo Bisoli     | 28. Dezember 2018  |
|      | FC Venedig     | Walter Zenga         | Entlassung         | 5. März 2019       | 16.           | Serse Cosmi          | 6. März 2018       |
|      | Foggia Calcio  | Pasquale Padalino    | Entlassung         | 10. März 2019      | 14.           | Gianluca Grassadonia | 11. März 2019      |
|      | Calcio Padova  | Pierpaolo Bisoli     | Entlassung         | 18. März 2019      | 18.           | Matteo Centurioni    | 19. März 2019      |
|      | US Palermo     | Roberto Stellone     | Entlassung         | 23. April 2019     | 3.            | Delio Rossi          | 24. April 2019     |
|      | Hellas Verona  | Fabio Grosso         | Entlassung         | 1. Mai 2019        | 6.            | Alfredo Aglietti     | 2. Mai 2019        |